# Stockholm Syndrome
Stockholm Syndrome è un singolo del gruppo musicale britannico Muse, pubblicato il 14 luglio 2003 come primo estratto dal terzo album in studio Absolution.
Il brano è presente come brano scaricabile per il videogioco musicale Guitar Hero III: Legends of Rock insieme a Supermassive Black Hole ed Exo-Politics, tratti entrambi dal quarto album in studio Black Holes & Revelations.

## Video musicale
Esistono due versioni differenti del video della canzone: il primo, diretto da Thomas Kirk, è stato girato in un magazzino di Hackney, Londra. Le riprese sono state interamente realizzate utilizzando una termocamera in modo da riprendere i componenti del gruppo con le varie escursioni termiche del loro corpo. Per fare in modo che i colori psichedelici delle varie tonalità di calore fossero ben evidenti, il gruppo ha utilizzato acqua fredda e cubetti di ghiaccio in alcune zone del corpo durante le riprese. L'idea delle riprese ad infrarossi è stata presa dal film Predator del 1987 di John McTiernan in cui l'alieno utilizza la visione termica per trovare le sue vittime. Durante il video sono state scritte alcune parole attinenti al tema del titolo della canzone sindrome di Stoccolma: sul muro appare la parola captor (rapitore); un altro fotogramma contiene la parola fuck (fottiti) e in un altro si legge la parola prisoner (prigioniero).
Il secondo, diretto invece da Patrick Daughters e distribuito soltanto negli Stati Uniti, mostra il gruppo che è ospite di un talk-show insieme ad una donna che porta con sé una scimmietta ed un falco. Non appena cominciano a suonare il brano, il cielo diventa rosso e il falco spaventato comincia a beccare le teste del pubblico facendo scatenare il panico. Durante l'esecuzione, un forte vento causato dalla potenza della musica spazza via operatori, ospiti e presentatore che nel terzo ritornello cambia totalmente atteggiamento mostrandosi carico di passionalità. Con lui, anche il pubblico si immerge in una sorta di ipnosi seguita da un canto generale. Gli spettatori, al momento del riff finale, scappano, urtando tra loro spaventati. Al termine del pezzo i componenti del gruppo si guardano come se non si fossero accorti del putiferio che hanno appena scatenato con la loro musica.

## Cover
Nel 2007 l'allora batterista dei Dream Theater Mike Portnoy inserì una cover di Stockholm Syndrome eseguita in coppia con Jason Bittner nel DVD In Constant Motion - Solos and Duets.

## Tracce
Testi di Matthew Bellamy, musiche di Matthew Bellamy, Dominic Howard e Chris Wolstenholme.
Download digitale
1. Stockholm Syndrome – 4:56

CD promozionale (Stati Uniti)
1. Stockholm Syndrome (Edit) – 4:03
2. Stockholm Syndrome (Album Version) – 4:56

## Formazione
Gruppo
- Matthew Bellamy – voce, chitarra, tastiera
- Chris Wolstenholme – basso, cori
- Dominic Howard – batteria, percussioni

Altri musicisti
- Spectrasonic's Symphony of Voices – campionamenti vocali

## Classifiche
| Classifica (2005)         | Posizione massima |
| ------------------------- | ----------------- |
| Stati Uniti (alternative) | 31                |